# Lymantria subpallida
Lymantria subpallida este o specie de molii din genul Lymantria, familia Lymantriidae, descrisă de Okano 1959 Conform Catalogue of Life specia Lymantria subpallida nu are subspecii cunoscute.